# ذيل الأرنب
ذيل الأرنب (الاسم العلمي: Lagurus)، جنس من فُصيلة ساكنات الحقل (العكابر "فئران الحقل"، واليرانب، والأنواع ذات الصلة). يشمل ذيل الأرنب نوعًا حيًا واحدًا، وهو يرنب السهوب (Lagurus lagurus) في وسط أوراسيا. تم أيضًا تضمين عكبر الميرمية في أمريكا الشمالية (Lemmiscus Curtatus) في جنس ذيل الأرنب، ولكن من المحتمل ألا يكون مرتبطًا ارتباطًا وثيقًا. أقدم مستحثات ذيل الأرنب، المرصودة هي لـ Lagurus arankae، من أواخر العصر الجليدي. هناك نوعان آخران من الأحافير، وهما Lagurus pannonicus و Lagurus transiens، ويُعتقد أنهما جزء من السلالة التي أدت إلى ظهور يرنب السهوب

## استشهاد بالمطبوعات
- Chaline, J., Brunet-Lecomte, P., Montuire, S., Viriot, L. and Courant, F. 1999. Anatomy of the arvicoline radiation (Rodentia): palaeogeographical, palaeoecological history and evolutionary data. Annales Zoologici Fennici 36:239–267.
- McKenna, M.C. and Bell, S.K. 1997. Classification of Mammals: Above the species level. New York: Columbia University Press, 631 pp. (ردمك 978-0-231-11013-6)
- Musser, G.G. and Carleton, M.D. 2005. Superfamily Muroidea. Pp. 894–1531 in Wilson, D.E. and Reeder, D.M. (eds.). Mammal Species of the World: a taxonomic and geographic reference. 3rd ed. Baltimore: The Johns Hopkins University Press, 2 vols., 2142 pp. (ردمك 978-0-8018-8221-0)